# Arnold Pick
Arnold Pick (20 de julho de 1851 - 4 de abril de 1924) foi um neurologista e psiquiatra tchecoslovaco. 
É conhecido por ter identificado a Demência de Pick e os Corpos de Pick, que são característicos da doença. Foi o primeiro a nomear a paramnésia reduplicativa.

## Origem e formação
Arnold Pick nasceu em uma família de judeus alemães na vila Velké Meziricí (Gros-Meseritsch) na Morávia em 20 de Julho de 1851. De uma família modesta, mudou-se para Viena para estudar medicina. Como estudante, foi assistente do neurologista Theodor Hermann Meynert (1833-1892). Obteve seu doutoramento em 1875 e subsequentemente foi assistente de Karl Otto Westphal (1863-1941). em Berlim, no mesmo período em que Karl Wernicke (1848-1905) trabalhou naquela unidade. Estes neurologistas influenciaram os trabalhos de Pick em afasia.
Em 1875, Pick deixou Berlim para uma posição como segundo médico na Grossherzogliche Oldenburgische Irrenheilanstalt em Wehnen. Esta instituição teve grande importância na política alemã de eutanásia, que começou na década de 1920 e culminou com esterilizações e assassinatos em massa dos "racialmente inferiores".
Em 1877, Pick foi promovido a médico do Landesirrenanstalt em Praga, o "Katerinke". Pick graduou-se em psiquiatria e neurologia em 1878 na Universidade de Praga. Em 1880 foi nomeado diretor de um novo hospital psiquiátrocp em Dobran
Sei anos mais tarde, foi nomeado professor de psiquiatria (e neurologia) e chefe da clínica psiquiátrica da Universidade Alemã em Praga.

## Descobertas
Em 1892, Arnold Pick descreveu um homem que apresentava perda progressiva da fala e demência. Quando o paciente faleceu, seu cérebro estava atrofiado. Esta atrofia havia sido causada por morte de células cerebrais em áreas delimitadas. Esta localização era diferente da doença de Alzheimer, na qual a atrofia é mais generalizada. 
Na doença de Pick os lobos frontais e temporais são os mais afetados. Células cerebrais ingurgitadas, conhecidas como células de Pick, além da presença anormal de pigmentos intracelulares corpúsculos de Pick são as marcas da doença.  
Durante sua vida, Arnold Pick escreveu mais de 350 publicações, muitas delas sobre apraxia e agramatismo, além de um livro sobre a patologia so sistema nervoso
Além de sua ligação com a Doença de Pick, Arnold Pick está associado a:
- Corpúsculos de Pick
- Pick's pyramidal bundle, fasciculus pyramidalis aberrans.
- Lei Kahler-Pick. Esta lei estabelece que raízes nervosas posteriores entram a coluna posterior de forma que as fibras de alto nível separam-se das fibras de baixo nivel medialmente.

## Morte
Arnold Pick faleceu aos 73 anos de idade de septicemia, em 1924 após uma cirurgia na vesícula biliar.